# FORL

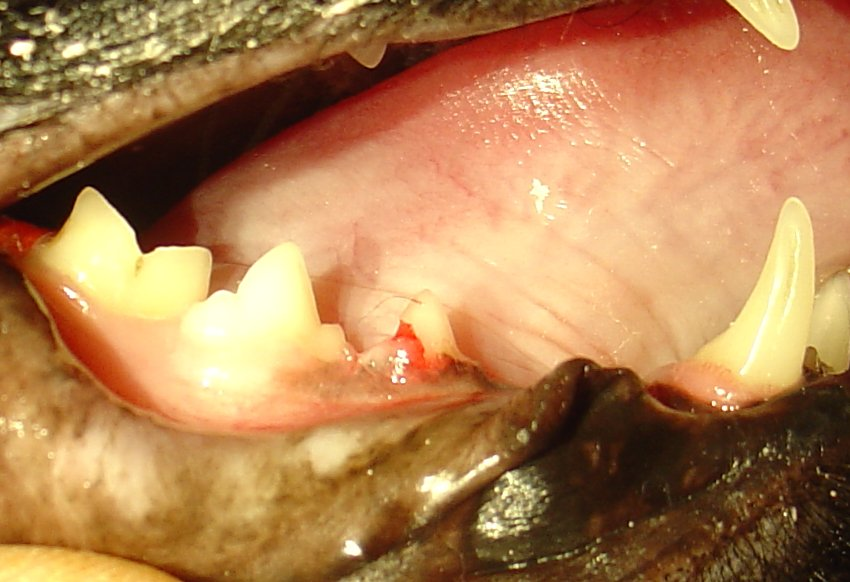
Tand infekterad med FORL i underkäken på en katt.

Feline Odontoclastic Resorption Lesions, förkortat FORL, är en tandsjukdom som finns hos katt.
Tanden, eller tänderna, som är drabbade bryts successivt ner och är en mycket smärtsam sjukdom. Första symtomet på FORL är ofta att katten visar minskad aptit, framförallt om de erbjuds kall eller hård mat. I tidiga stadier av sjukdomen så ses endast grunda ytskador omkring tandköttskanten och övergår sedan till små skador som sträcker sig in i tandbenet. Här visar katten mycket smärta och bör få veterinärvård. Enda sättet att åtgärda FORL är att dra ut drabbade tänder under narkos. Låter man tänderna sitta kvar så kommer till slut pulpan angripas och även tandens krona och rötter. Det kan gå så långt att nedbrytningen av tandroten är så omfattande att tanden endast sitter fast i tandköttet. Orsaken till FORL är ännu inte fastställd men man tror att det kan hänga ihop med bl.a. mekanisk stress, underliggande sjukdom eller obalans i fodret.